# Pteronymia dispar
Pteronymia dispar är en fjärilsart som beskrevs av Richard Haensch 1905. Pteronymia dispar ingår i släktet Pteronymia och familjen praktfjärilar. Inga underarter finns listade.